# Sitticus
Sitticus är ett släkte av spindlar som beskrevs av Simon 1901. Sitticus ingår i familjen hoppspindlar.

## Dottertaxa tillSitticus, i alfabetisk ordning[1][2]
- Sitticus absolutus
- Sitticus albolineatus
- Sitticus ammophilus
- Sitticus ansobicus
- Sitticus atricapillus
- Sitticus auricomus
- Sitticus avocator
- Sitticus barsakelmes
- Sitticus basalis
- Sitticus burjaticus
- Sitticus cabellensis
- Sitticus canus
- Sitticus caricis
- Sitticus cautus
- Sitticus cellulanus
- Sitticus clavator
- Sitticus concolor
- Sitticus cursor
- Sitticus cutleri
- Sitticus damini
- Sitticus designatus
- Sitticus diductus
- Sitticus distinguendus
- Sitticus dubatolovi
- Sitticus dudkoi
- Sitticus dyali
- Sitticus dzieduszyckii
- Sitticus eskovi
- Sitticus exiguus
- Sitticus fasciger
- Sitticus finschi
- Sitticus flabellatus
- Sitticus floricola
- Sitticus godlewskii
- Sitticus goricus
- Sitticus inexpectus
- Sitticus inopinabilis
- Sitticus japonicus
- Sitticus juniperi
- Sitticus karakumensis
- Sitticus kazakhstanicus
- Sitticus leucoproctus
- Sitticus longipes
- Sitticus magnus
- Sitticus manni
- Sitticus mazorcanus
- Sitticus mirandus
- Sitticus monstrabilis
- Sitticus montanus
- Sitticus nakamurae
- Sitticus nenilini
- Sitticus nitidus
- Sitticus niveosignatus
- Sitticus palpalis
- Sitticus penicillatus
- Sitticus penicilloides
- Sitticus peninsulanus
- Sitticus phaleratus
- Sitticus pubescens
- Sitticus pulchellus
- Sitticus ranieri
- Sitticus relictarius
- Sitticus rupicola
- Sitticus saevus
- Sitticus saganus
- Sitticus saltator
- Sitticus saxicola
- Sitticus sexsignatus
- Sitticus sinensis
- Sitticus striatus
- Sitticus subadultus
- Sitticus sylvestris
- Sitticus taiwanensis
- Sitticus talgarensis
- Sitticus tannuolana
- Sitticus tenebricus
- Sitticus terebratus
- Sitticus uber
- Sitticus uphami
- Sitticus walckenaeri
- Sitticus welchi
- Sitticus vilis
- Sitticus wuae
- Sitticus zaisanicus
- Sitticus zimmermanni